# مرا به ماه پرواز ده (مانگا)
مرا به ماه پرواز ده (به انگلیسی: Fly Me to the Moon) که در خارج از ژاپن تحت نام تونیکاوا: بالاتر از ماه برای تو (به انگلیسی: Tonikawa: Over the Moon for You) نیز شناخته می‌شود، یک مجموعه مانگا ژاپنی به نوشته و تصویرسازی کنجیرو هاتا است که از فوریه ۲۰۱۸ در هفته نامه Weekly Shōnen Sunday منتشر می‌شود. در آمریکای شمالی، مانگا تحت لایسنس ویز مدیا منتشر می‌شود. مجموعه تلویزیونی انیمه اقتباس شده از این اثر ساخته استودیو سون آرکس از اکتبر تا دسامبر ۲۰۲۰ در کانال توکیو متروپولیتن تلویژن و کانال‌های دیگر پخش شد. همچنین فصل دوم نیز معرفی شده‌است.

## داستان
در یک شب برفی زمستانی پسری با نامی عجیب به اسم ناسا یوزاکی، با دختری زیبا روبرو می‌شود و وقتی می‌خواهد با او صحبت کند، از زیبایی او حواسش پرت می‌شود و با یک کامیون برخورد می‌کند. پس از اینکه دختر او را نجات می‌دهد، ناسا او را تا ایستگاه اتوبوس تعقیب می‌کند و سپس عشق خود را به آن دختر اعتراف می‌کند. دختر به نام تسوکاسا سوکویومی، موافقت می‌کند که با او قرار بگذارد اما به شرطی که ابتدا ازدواج کنند. ناسا در بیمارستان بستری می‌شود و تصمیم می‌گیرد تا ۱۸ سالگی، به دبیرستان نرود تا با تسوکاسا باشد. بعد از ترخیص از بیمارستان، تسوکاسا به همراه یک فرم ازدواج پیش ناسا می‌آید و رابطه و ازدواج آنها آغاز می‌شود.